# Atletismo nos Jogos Pan-Americanos de 1991 - Lançamento de disco feminino
A prova do lançamento de disco feminino nos Jogos Pan-Americanos de 1991 foi realizada em 7 de agosto em Havana, Cuba.

## Medalhistas
| Ouro                         | Prata                | Bronze                         |
| Bárbara Hechavarría CUB Cuba | Hilda Ramos CUB Cuba | Lacy Barnes USA Estados Unidos |

### Final
| Posição           | Nome                 | Nacionalidade      | Marca | Notas |
| ----------------- | -------------------- | ------------------ | ----- | ----- |
| Medalha de ouro   | Bárbara Hechavarría  | CUB Cuba           | 63.50 |       |
| Medalha de prata  | Hilda Ramos          | CUB Cuba           | 63.38 |       |
| Medalha de bronze | Lacy Barnes          | USA Estados Unidos | 60.32 |       |
| 4                 | Pam Dukes            | USA Estados Unidos | 55.96 |       |
| 5                 | María Urrutia        | COL Colômbia       | 55.80 |       |
| 6                 | Theresa Brick        | CAN Canadá         | 51.24 |       |
| 7                 | Georgette Reed       | CAN Canadá         | 50.88 |       |
| 8                 | María Lourdes Obando | NCA Nicarágua      | 42.50 |       |
| 9                 | Elisângela Adriano   | BRA Brasil         | NM    | [ 2 ] |